# Erika Iberer
Erika Iberer (* 8. August 1906 als Erika Maria Beigel in Greifenburg; † 2. November 1984 in Voitsberg) war eine österreichische Schriftstellerin.

## Leben und Wirken
Iberer besuchte die Volks- und Bürgerschule in Mariazell und schloss 1925 die Lehrerbildungsanstalt in Graz ab; zusätzlich legte sie auch die Prüfung zur Kindergärtnerin ab. Danach arbeitete sie als Aushilfslehrerin, bis sie 1930 die Lehrbefugnis erhielt. Zunächst unterrichtete sie in Sankt Martin am Wöllmißberg, nach ihrer Heirat im Jahr 1931 mit Alois Iberer und ihrer Befähigung zur Sonderschullehrerin in Köflach.
Iberer galt als „seit jeder national eingestellt“. Am 17. Mai 1938 beantragte sie die Aufnahme in die NSDAP und wurde zum 1. April 1940 aufgenommen (Mitgliedsnummer 7.582.301).
Ab 1930 erfasste sie einige Theaterstücke und ein Opernlibretto, ihre Bedeutung bleibt lokal begrenzt. Nach 1945 verfasste sie eine Reihe von Mädchenbüchern sowie ein lokalhistorisches Werk über den Ort Köflach, wo eine Straße nach ihr benannt ist.

## Werke
- Ihr Freund – der Minister. Wien 1941.
- Eine kleine Liebelei. Wien 1942.
- Kinderwelt. Graz 1948.
- Mariandl. Hildesheim 1951.
- Hannerls glückliche Tage. Hannover [u. a.] 1954
- Ein Sommer mit Bärbel. Hannover 1954. (Unter dem Namen Erika Beigel)
- Mach’s gut, Bärbel! Hannover 1956. (Unter dem Namen Erika Beigel)
- Ein Wintertraum. Wien [u. a.] 1969.
- Köflach. Graz 1977.